# Cantone di Hucqueliers
Il Cantone di Hucqueliers era una divisione amministrativa dell'arrondissement di Montreuil-sur-Mer.
È stato soppresso a seguito della riforma complessiva dei cantoni del 2014, che è entrata in vigore con le elezioni dipartimentali del 2015.
Comprendeva i comuni di:
- Aix-en-Ergny
- Alette
- Avesnes
- Bécourt
- Beussent
- Bezinghem
- Bimont
- Bourthes
- Campagne-lès-Boulonnais
- Clenleu
- Enquin-sur-Baillons
- Ergny
- Herly
- Hucqueliers
- Humbert
- Maninghem
- Parenty
- Preures
- Quilen
- Rumilly
- Saint-Michel-sous-Bois
- Verchocq
- Wicquinghem
- Zoteux